# 칸스탄친 루카시크
칸스탄친 레아니다비치 루카시크(벨라루스어: Канстанці́н Леані́давіч Лука́шык, 러시아어: Константи́н Леони́дович Лука́шик 콘스탄틴 레오니도비치 루카시크[*], 1975년 9월 18일~)는 벨라루스의 사격 선수로 주 종목은 권총이다. 1992년 하계 올림픽 50m 권총 금메달을 획득했다.